# Temporada 1994-95 de los Seattle SuperSonics
La temporada 1994-95 fue la vigesimoctava de los Seattle SuperSonics en la NBA. La temporada regular acabó con 57 victorias y 25 derrotas, ocupando el cuarto puesto de la conferencia Oeste, clasificándose para los playoffs, en los que cayeron en priemra ronda ante Los Angeles Lakers.

## Elecciones en elDraft
| Ronda | Puesto | Jugador            | Posición  | Nacionalidad   | Universidad/Club |
| ----- | ------ | ------------------ | --------- | -------------- | ---------------- |
| 1     | 11     | Carlos Rogers      | Ala-Pívot | Estados Unidos | Tennessee State  |
| 2     | 37     | Dontonio Wingfield | Alero     | Estados Unidos | Cincinnati       |
| 2     | 54     | Željko Rebrača     | Pívot     | Yugoslavia     | KK Partizan      |

## Temporada regular
| División Pacífico        | División Pacífico | División Pacífico | División Pacífico | División Pacífico | División Pacífico | División Pacífico | División Pacífico | División Pacífico |
| Equipo                   | G                 | P                 | %                 | PD                | Casa              | Fuera             | Div               |                   |
| ------------------------ | ----------------- | ----------------- | ----------------- | ----------------- | ----------------- | ----------------- | ----------------- | ----------------- |
| y-Phoenix Suns           | 59                | 23                | .720              | —                 | 32–9              | 27–14             | 23–7              |                   |
| x-Seattle SuperSonics    | 57                | 25                | .695              | 2                 | 32–9              | 25–16             | 16–14             |                   |
| x-Los Angeles Lakers     | 48                | 34                | .585              | 11                | 29–12             | 19–22             | 15–15             |                   |
| x-Portland Trail Blazers | 44                | 38                | .537              | 15                | 26–15             | 18–23             | 17–13             |                   |
| Sacramento Kings         | 39                | 43                | .476              | 20                | 27–14             | 12–29             | 17–13             |                   |
| Golden State Warriors    | 26                | 56                | .317              | 33                | 15–26             | 11–30             | 11–19             |                   |
| Los Angeles Clippers     | 17                | 65                | .207              | 42                | 13–28             | 4–37              | 6–24              |                   |

## Playoffs

### Primera ronda
Seattle SuperSonics  vs. Los Angeles Lakers
| Fecha       | Partido                                         | Ciudad      |
| ----------- | ----------------------------------------------- | ----------- |
| 27 de abril | Seattle SuperSonics 96, Los Angeles Lakers 71   | Seattle     |
| 29 de abril | Seattle SuperSonics 82, Los Angeles Lakers 84   | Seattle     |
| 1 de mayo   | Los Angeles Lakers 105, Seattle SuperSonics 101 | Los Ángeles |
| 4 de mayo   | Los Angeles Lakers 114, Seattle SuperSonics 110 | Los Ángeles |
|             | Los Angeles Lakers gana las series 3-1          |             |

## Estadísticas

### Temporada regular
| Rk | Jugador              | Edad | P  | PT | MP   | TC  | TCI  | %TC  | T3  | T3I | %T3  | TL  | TLI | %TL  | RO  | RD  | RT   | AS  | RB  | TAP | BP  | FP  | PTS  |
| -- | -------------------- | ---- | -- | -- | ---- | --- | ---- | ---- | --- | --- | ---- | --- | --- | ---- | --- | --- | ---- | --- | --- | --- | --- | --- | ---- |
| 1  | Gary Payton          | 26   | 82 | 82 | 36.8 | 8.4 | 16.4 | .509 | 0.9 | 2.8 | .302 | 3.0 | 4.2 | .716 | 1.3 | 2.1 | 3.4  | 7.1 | 2.5 | 0.2 | 2.5 | 2.5 | 20.6 |
| 2  | Detlef Schrempf      | 32   | 82 | 82 | 35.2 | 6.4 | 12.2 | .523 | 1.1 | 2.2 | .514 | 5.3 | 6.4 | .839 | 1.6 | 4.5 | 6.2  | 3.8 | 1.1 | 0.4 | 2.1 | 3.1 | 19.2 |
| 3  | Shawn Kemp           | 25   | 82 | 79 | 32.7 | 6.6 | 12.2 | .547 | 0.0 | 0.1 | .286 | 5.3 | 7.1 | .749 | 3.9 | 7.0 | 10.9 | 1.8 | 1.2 | 1.5 | 3.2 | 4.1 | 18.7 |
| 4  | Kendall Gill         | 26   | 73 | 58 | 29.1 | 5.4 | 11.8 | .457 | 0.9 | 2.3 | .368 | 2.1 | 2.9 | .742 | 1.4 | 2.6 | 4.0  | 2.6 | 1.6 | 0.4 | 1.9 | 2.5 | 13.7 |
| 5  | Sam Perkins          | 33   | 82 | 37 | 28.7 | 4.2 | 9.0  | .466 | 1.7 | 4.2 | .397 | 2.6 | 3.3 | .799 | 1.2 | 3.7 | 4.9  | 1.6 | 0.9 | 0.5 | 0.9 | 2.3 | 12.7 |
| 6  | Nate McMillan        | 30   | 80 | 18 | 25.9 | 2.1 | 5.0  | .418 | 0.7 | 1.9 | .342 | 0.4 | 0.7 | .586 | 0.8 | 3.0 | 3.8  | 5.3 | 2.1 | 0.7 | 1.6 | 3.4 | 5.2  |
| 7  | Vincent Askew        | 28   | 71 | 1  | 24.2 | 3.5 | 7.1  | .492 | 0.4 | 1.3 | .330 | 2.5 | 3.4 | .739 | 0.9 | 1.6 | 2.5  | 2.5 | 0.7 | 0.2 | 1.2 | 2.7 | 9.9  |
| 8  | Šarūnas Marčiulionis | 30   | 66 | 4  | 18.1 | 3.3 | 6.9  | .473 | 0.5 | 1.3 | .402 | 2.2 | 3.0 | .732 | 0.3 | 0.8 | 1.0  | 1.7 | 1.1 | 0.0 | 1.5 | 1.9 | 9.3  |
| 9  | Bill Cartwright      | 37   | 29 | 19 | 14.8 | 0.9 | 2.4  | .391 | 0.0 | 0.0 |      | 0.5 | 0.8 | .625 | 0.9 | 2.1 | 3.0  | 0.3 | 0.2 | 0.1 | 0.6 | 2.4 | 2.4  |
| 10 | Ervin Johnson        | 27   | 64 | 30 | 14.2 | 1.3 | 3.0  | .443 | 0.0 | 0.0 | .000 | 0.5 | 0.7 | .630 | 1.6 | 2.9 | 4.5  | 0.3 | 0.3 | 1.0 | 0.8 | 2.5 | 3.1  |
| 11 | Byron Houston        | 25   | 39 | 0  | 6.6  | 1.3 | 2.7  | .458 | 0.2 | 0.6 | .273 | 0.7 | 1.0 | .737 | 0.5 | 0.9 | 1.4  | 0.2 | 0.3 | 0.1 | 0.5 | 1.3 | 3.4  |
| 12 | Steve Scheffler      | 27   | 18 | 0  | 5.7  | 0.7 | 1.3  | .522 | 0.0 | 0.0 |      | 0.8 | 1.0 | .833 | 0.4 | 0.8 | 1.3  | 0.2 | 0.1 | 0.1 | 0.2 | 0.5 | 2.2  |
| 13 | Dontonio Wingfield   | 20   | 20 | 0  | 4.1  | 0.9 | 2.6  | .353 | 0.1 | 0.6 | .167 | 0.4 | 0.5 | .800 | 0.6 | 1.0 | 1.5  | 0.2 | 0.3 | 0.2 | 0.4 | 0.8 | 2.3  |
| 14 | Rich King            | 25   | 2  | 0  | 3.0  | 0.0 | 1.0  | .000 | 0.0 | 0.0 |      | 0.0 | 1.0 | .000 | 0.0 | 0.0 | 0.0  | 0.0 | 0.0 | 0.0 | 0.0 | 0.5 | 0.0  |

### Playoffs
| Rk | Jugador         | Edad | P | PT | MP   | TC  | TCI  | %TC   | T3  | T3I | %T3   | TL  | TLI | %TL   | RO  | RD  | RT   | AS  | RB  | TAP | BP  | FP  | PTS  |
| -- | --------------- | ---- | - | -- | ---- | --- | ---- | ----- | --- | --- | ----- | --- | --- | ----- | --- | --- | ---- | --- | --- | --- | --- | --- | ---- |
| 1  | Gary Payton     | 26   | 4 | 4  | 43.0 | 8.0 | 16.8 | .478  | 0.5 | 2.5 | .200  | 1.3 | 3.0 | .417  | 1.5 | 1.0 | 2.5  | 5.3 | 1.3 | 0.0 | 2.0 | 3.3 | 17.8 |
| 2  | Shawn Kemp      | 25   | 4 | 4  | 40.0 | 8.3 | 14.3 | .579  | 0.3 | 0.3 | 1.000 | 8.0 | 9.8 | .821  | 4.3 | 7.8 | 12.0 | 2.8 | 2.0 | 1.8 | 3.8 | 4.3 | 24.8 |
| 3  | Detlef Schrempf | 32   | 4 | 4  | 38.3 | 5.8 | 14.3 | .404  | 2.5 | 4.5 | .556  | 4.8 | 6.0 | .792  | 0.5 | 4.3 | 4.8  | 3.0 | 0.8 | 0.5 | 2.8 | 3.0 | 18.8 |
| 4  | Sam Perkins     | 33   | 4 | 2  | 35.3 | 5.3 | 12.0 | .438  | 2.5 | 5.5 | .455  | 0.5 | 0.5 | 1.000 | 1.5 | 6.3 | 7.8  | 3.3 | 0.8 | 1.3 | 2.3 | 3.0 | 13.5 |
| 5  | Nate McMillan   | 30   | 4 | 4  | 28.3 | 2.0 | 5.8  | .348  | 0.3 | 2.0 | .125  | 0.5 | 0.5 | 1.000 | 1.8 | 2.8 | 4.5  | 7.3 | 2.5 | 0.5 | 1.8 | 3.3 | 4.8  |
| 6  | Vincent Askew   | 28   | 4 | 0  | 23.3 | 3.0 | 7.3  | .414  | 1.0 | 1.3 | .800  | 0.5 | 0.8 | .667  | 2.8 | 1.0 | 3.8  | 2.0 | 0.8 | 0.0 | 0.8 | 3.5 | 7.5  |
| 7  | Kendall Gill    | 26   | 4 | 0  | 18.0 | 2.3 | 6.3  | .360  | 0.5 | 2.0 | .250  | 1.3 | 2.0 | .625  | 0.3 | 0.8 | 1.0  | 2.5 | 1.0 | 0.3 | 1.0 | 1.5 | 6.3  |
| 8  | Ervin Johnson   | 27   | 4 | 2  | 13.5 | 1.0 | 3.5  | .286  | 0.0 | 0.0 |       | 1.5 | 1.5 | 1.000 | 2.0 | 3.3 | 5.3  | 0.0 | 0.3 | 1.0 | 0.3 | 4.0 | 3.5  |
| 9  | Byron Houston   | 25   | 1 | 0  | 1.0  | 0.0 | 1.0  | .000  | 0.0 | 0.0 |       | 0.0 | 0.0 |       | 0.0 | 0.0 | 0.0  | 0.0 | 0.0 | 0.0 | 0.0 | 0.0 | 0.0  |
| 10 | Steve Scheffler | 27   | 1 | 0  | 1.0  | 1.0 | 1.0  | 1.000 | 0.0 | 0.0 |       | 0.0 | 0.0 |       | 0.0 | 1.0 | 1.0  | 0.0 | 0.0 | 0.0 | 0.0 | 0.0 | 2.0  |

## Galardones y récords
| Jugador         | Galardón                                                                 |
| Gary Payton     | 2.º Mejor quinteto de la NBA Mejor quinteto defensivo de la NBA All-Star |
| Shawn Kemp      | 2.º Mejor quinteto de la NBA All-Star                                    |
| Detlef Schrempf | 3.er Mejor quinteto de la NBA All-Star                                   |
| Nate McMillan   | 2.º Mejor quinteto defensivo de la NBA                                   |